# Ambrose Kingsland
Ambrose Cornelius Kingsland (New York, 24 maggio 1804 – New York, 13 ottobre 1878) è stato un politico statunitense, 71° sindaco di New York.